# Selfie (film, 2019)
Pour les articles homonymes, voir Selfie (homonymie).
Pour plus de détails, voir Fiche technique et Distribution.
Selfie est une comédie française à sketches réalisée collégialement par Thomas Bidegain, Marc Fitoussi, Tristan Aurouet, Cyril Gelblat et Vianney Lebasque, sortie en 2019.
Sur les affiches comme à l'écran, le titre Selfie est accompagné du sous-titre de l'influence du numérique sur les honnêtes gens.

## Synopsis
Des hommes et des femmes sont accros aux nouvelles technologies, à tel point qu'ils sont sur le point de craquer…

## Fiche technique
- Réalisation : Thomas Bidegain (Vlog), Marc Fitoussi (Le Troll), Tristan Aurouet (2,6/5), Cyril Gelblat (Recommandé pour vous) et Vianney Lebasque (Smileaks)
- Scénario : Bertrand Soulier, Julien Sibony, Hélène Lombard, Noé Debré et Giulio Callegari
- Musique : Laurent Perez del Mar
- Sociétés de production : Mandoline Films et Chez Georges Production, coproduit par France 2 Cinéma
- Société de distribution : Apollo Films (France)
- Agence de presse : BCG Presse
- Pays de production :  France
- Langue originale : français
- Format : couleur
- Genre : comédie à sketches
- Durée : 107 minutes
- Dates de sortie :
  - France : 18 septembre 2019 (Festival International du Film Grolandais de Toulouse)[2] ; 15 janvier 2020 (sortie nationale)
  - Belgique : 15 janvier 2020

## Distribution
Vlog
- Maxence Tual : Fred Pérez, le mari de Stéphanie et le père d'Émilie et Lucas
- Blanche Gardin : Stéphanie Pérez, la femme de Fred et la mère d'Émilie et Lucas
- Nina Simonpoli-Barthélémy : Émilie Pérez, la fille de Fred et Séphanie et la sœur de Lucas
- Sam Karmann : Docteur Gérard Sanerot, le soignant de Lucas
- Michaël Abiteboul : Daniel Nivet, le père d'une fillette atteinte de leucémie
- Estéban : le vendeur de like

Le Troll
- Elsa Zylberstein : Bettina, la prof de français
- Max Boublil : Toon, le comique qui est trollé par Bettina
- Fanny Sidney : Emma, la collègue prof et amie de Bettina
- Olivier Claverie : le prof d'histoire
- Jade Phan-Gia : la proviseure
- Christophe Vandevelde : le prof d'EPS
- Augustin Trapenard et Cyrille Eldin

Recommandé pour vous
- Manu Payet : Romain, le collègue de Fabrice et le mari d'Amandine
- Julia Piaton : Amandine, la femme de Romain
- Sébastien Chassagne : Fabrice, le collègue de Romain
- Denis Sebbah : le psy on-line de Romain
- Marc Fraize : le prêtre
- Marie-Philomène Nga : Marie-Cécile, l'assistante du prêtre

2,6/5
- Finnegan Oldfield : Florian, le petit-ami de Jeanne
- Alma Jodorowsky : Jeanne, la petite-amie de Florian
- Fanny Sidney : Emma, une des rencontres de Florian
- Thomas de Pourquery : Christouf, le collègue de Florian
- Idir Chender : Marco, le petit-ami d'Emma
- Estéban : le vendeur de notes de Florian
- Fadily Camara : fille maman morte

Smileaks
- Côté marié :
  - Idir Chender : Marco, le marié
  - Éric Naggar : le préfet, et le père du marié
  - Mariama Gueye : Inès, la 1re témoin du marié et la femme de Fabrice
  - Sébastien Chassagne : Fabrice, le mari de la témoin du marié
  - Estéban : le 2e témoin du marié
  - Thomas de Pourquery : Christouf, un ami du marié

- Côté mariée :
  - Fanny Sidney : Emma, la mariée
  - Sam Karmann : Gérard, le père de la mariée
  - Anne Benoît : Chantal, la mère de la mariée
  - Coline Preher : Juliette, la sœur de la mariée
  - Marc Fraize : le prêtre

## Box office
Le film sort en France le 15 janvier 2020 dans 266 salles. Il réalise 14 990 entrées pour sa première journée. Après 5 jours en salles, 81 254 entrées sont comptabilisées.
La première semaine se termine avec 97 445 entrées. Malgré 29 salles supplémentaires, le deuxième week-end voit la fréquentation chuter de 63,2 % avec 35 842 entrées.
Le film cumule 43 345 entrées en deuxième semaine, chiffre en recul de 55,5 % par rapport à la première semaine. Le total reste faible avec seulement 140 790 spectateurs.
Il quitte les salles après sept semaines et seulement 162 370 entrées.

## Critique
Le film reçoit globalement de bonnes critiques de la part de la presse, il obtient une moyenne de 3,2/5 sur Allociné. 
Le Parisien a trouvé le film très intéressant : « Un défi relevé haut la main, puisque cette comédie percutante ressemble au final plus à un long-métrage avec des intrigues parallèles qu'à une succession de sketchs. Ce « Selfie »-là a été un vrai travail d'équipe. »
Le Figaro n'a pas du tout aimé le film et le définit comme le « nanar de la semaine ».